# جامعة ماساتشوستس في لويل
جامعة ماساتشوستس في لويل (بالإنجليزية: University of Massachusetts Lowell)‏ وتسمى اختصاراً يوماس لويل (بالإنجليزية: UMass Lowell)‏ ويو إم إل (بالإنجليزية: UML)‏ هي إحدى جامعات منظومة ماساتشوستس الخمس، وكبرى جامعات منطقة حوض ميريماك (بالإنجليزية: Merrimack Valley)‏. كانت الجامعة فيما مضى تحمل اسم جامعة لويل (بالإنجليزية: University of Lowell)‏ بين عامي 1975 و1991، وقد تكونت من اندماج معهد لويل التقني وكلية لويل الحكومية سنة 1975.

## معرض صور

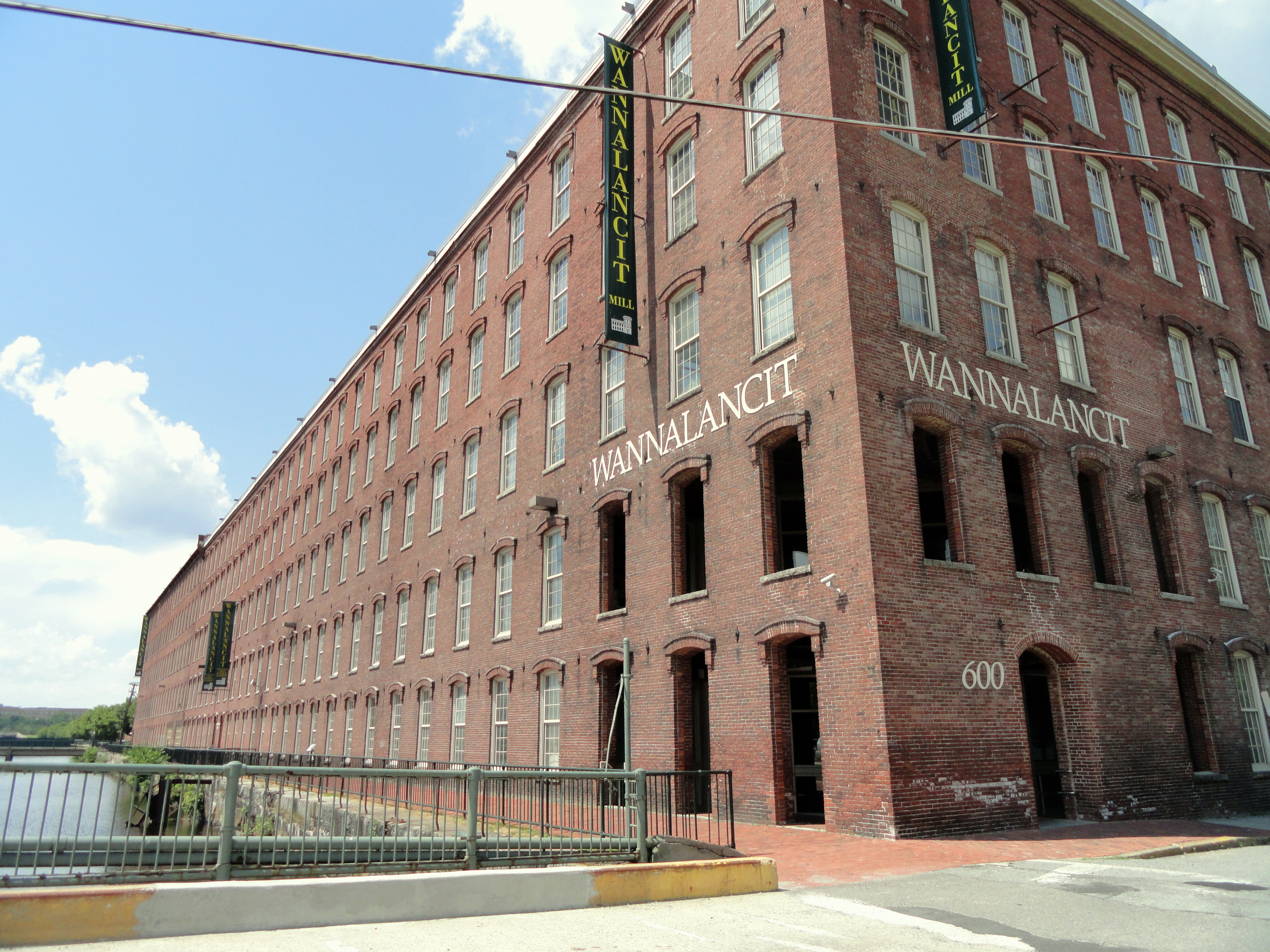
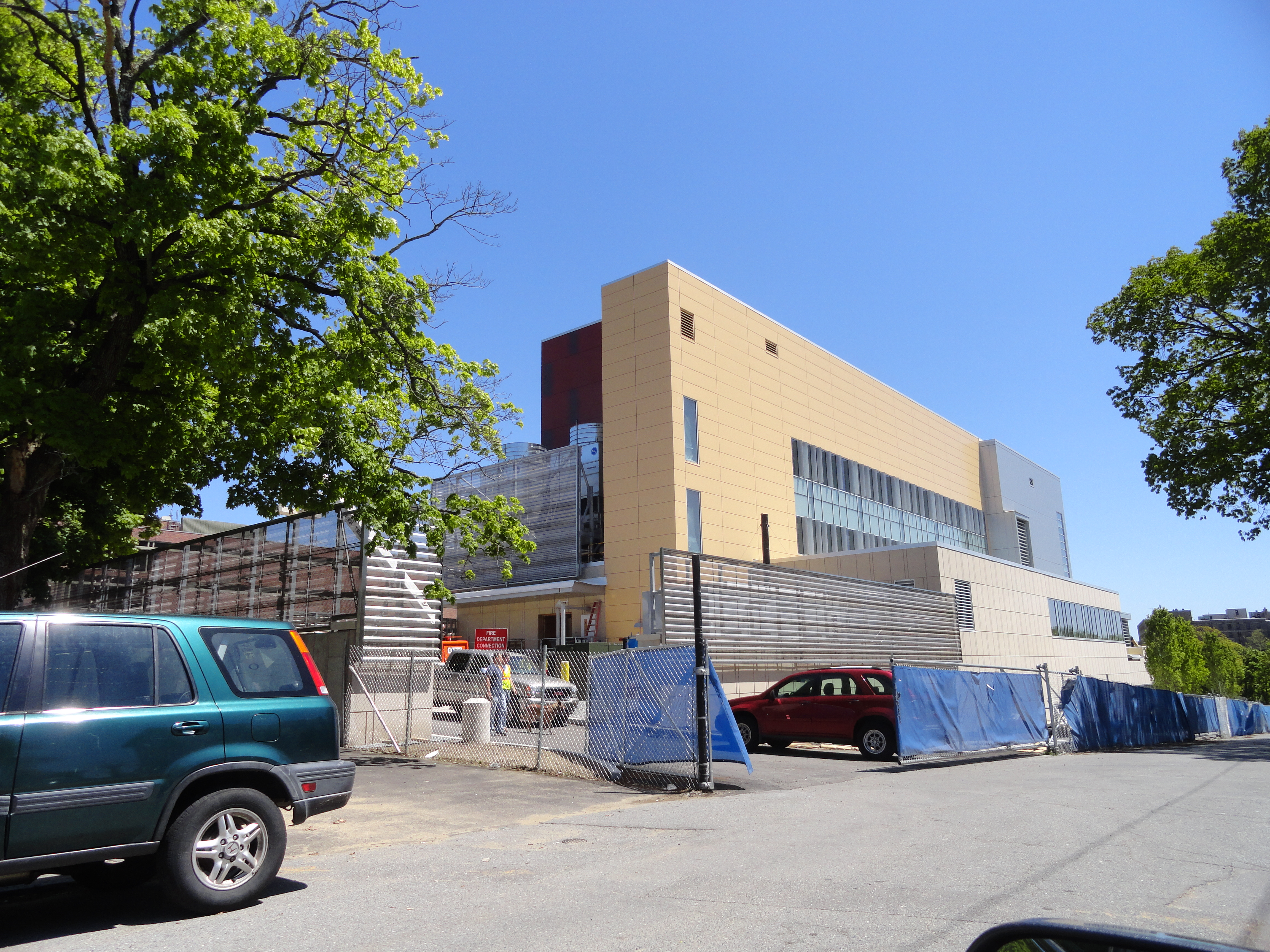
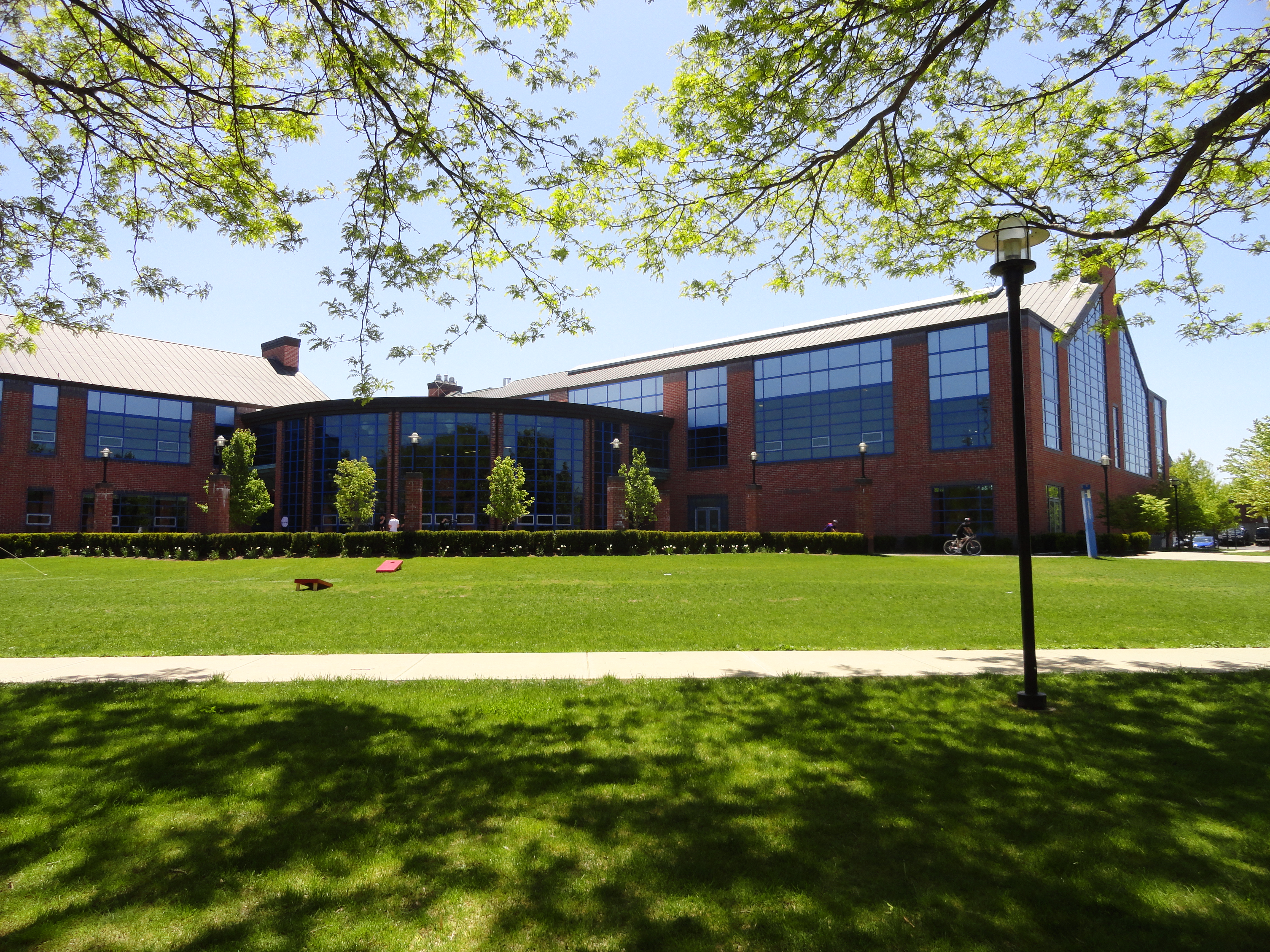
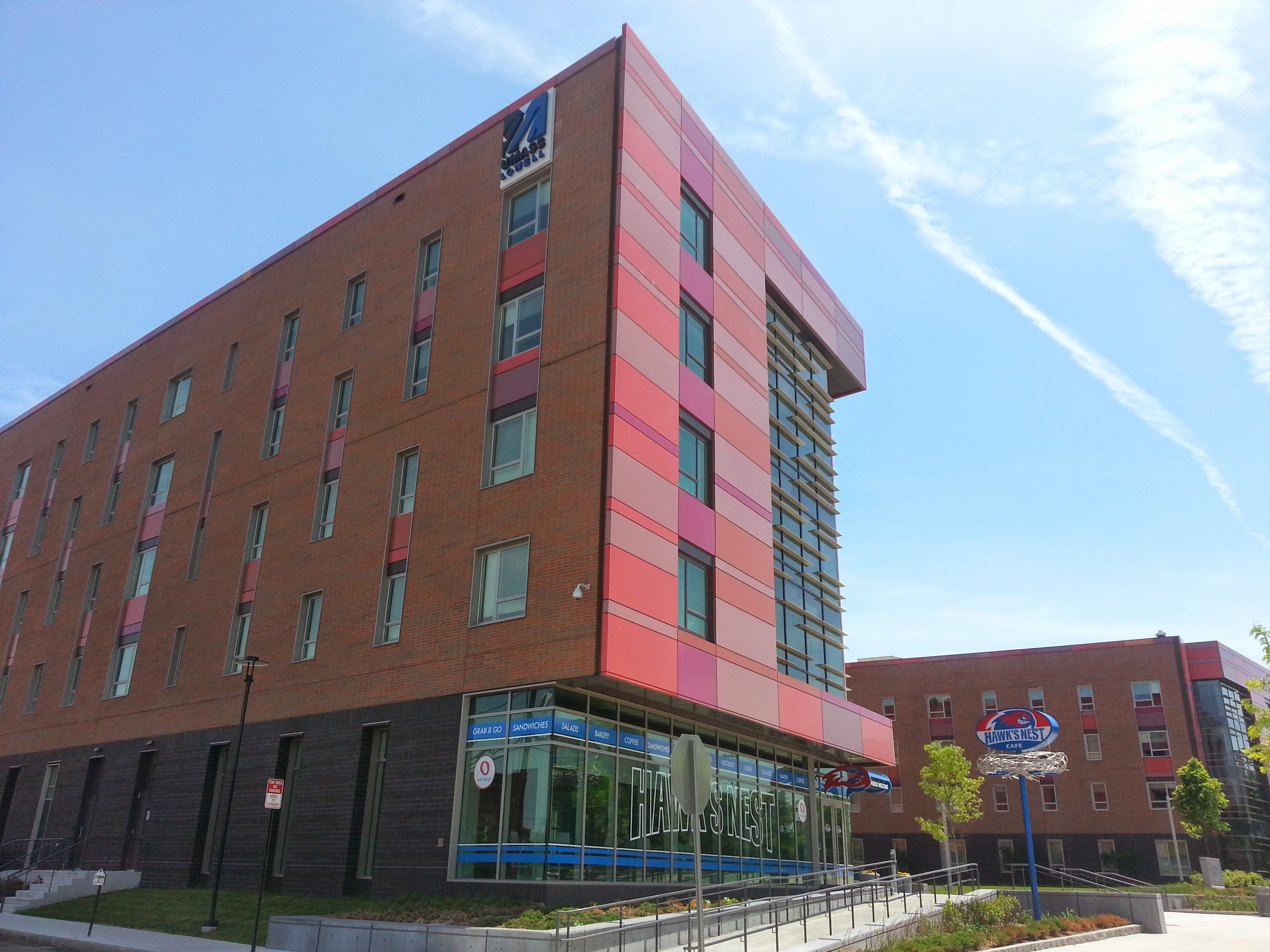